# Kirchenthurnen

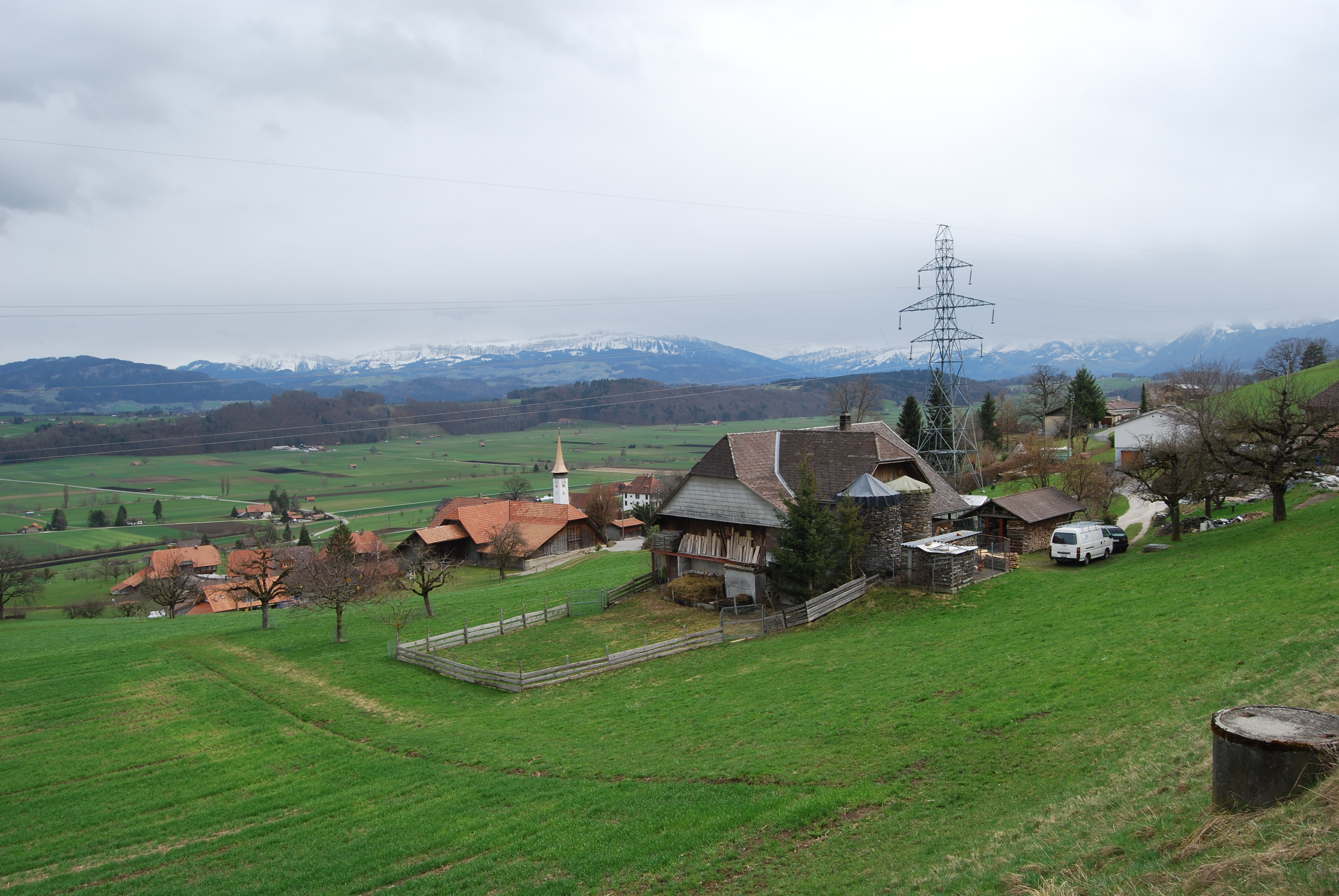
Kirchenthurnen

Kirchenthurnen là một đô thị trong huyện Bern-Mittelland, bang Bern, Thụy Sĩ. Đô thị này có diện tích 1,23 km², dân số thời điểm tháng 12 năm 2018 là 293 người.